# Vittorio Emanuele Boeri
Vittorio Emanuele Boeri, detto Rino (Lucca, 13 marzo 1905 – Cielo del Mediterraneo centrale, 27 settembre 1941), è stato un editore, medaglista, militare e aviatore italiano.
Dopo una carriera nella MVSN come moschettiere del Duce (coniugata a quella di imprenditore), ed essere entrato nella Regia Aeronautica, prende parte alla seconda guerra mondiale come sottotenente pilota, scomparendo in una audace azione degli aerosiluranti italiani contro la squadra navale inglese.

## Biografia
Fascista della prima ora, membro della squadra d'azione "La Disperata" di Firenze, si trasferì nella capitale dopo la Marcia su Roma, dove, a soli 21 anni, fonda la casa editrice Edizioni d'arte V.E. Boeri producendo numerosissime cartoline illustrate a tema militare che rappresentano, a scopo propagandistico, scene animate di vita, di eventi storici o attuali delle Forze armate italiane (Regia Aeronautica, Regia Marina, reparti del Regio Esercito), organizzazioni giovanili del PNF (Specialità e militi della MVSN, i giovani della ONB e della GIL ecc.) come anche coloniale (ritratti e scene di vita nell'Africa Orientale Italiana).
Come uno degli "antemarcia", nel 1930 entra a far parte dei Moschettieri del Duce, reparto scelto della Milizia Volontaria per la Sicurezza Nazionale, dove diventa comandante del III manipolo.
Coadiuvato nella gestione dell'azienda dal padre Osvaldo Boeri, da suo fratello Emanuele Filiberto (anch'egli Moschettiere del Duce) e dalla sorella Maria Teresa, per la sua casa lavorano artisti come Vittorio Pisani, Manlio D'Ercoli e altri ancora; nel 1935 dà vita anche a La Medaglia del Giorno, azienda specializzata nella produzione di medaglie e distintivi che, dopo la sua morte, passerà di mano al fratello più piccolo, Umberto.
Per onorarne la memoria, venne prodotta una medaglia in bronzo, opera dello scultore Giuseppe Tonnini.